# Roberto II di Dreux

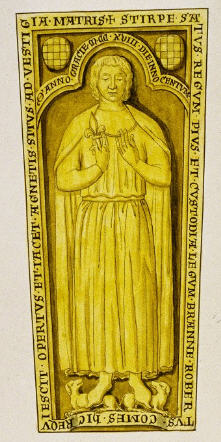

Roberto II di Dreux (1154 – 28 dicembre 1218) è stato un generale francese conte di Dreux ereditò il contado dal padre Roberto I di Dreux.

## Una vita fra le guerre
Roberto di Dreux nacque nel 1154 da Roberto I di Dreux e Agnès de Baudement (1130-24 luglio 1204), per parte di padre era nipote di Luigi VI di Francia e se dal padre ereditò il contado di Dreux dalla madre ebbe quello di Braine.
Fra il 1189 e il 1191 partecipò all'Assedio di San Giovanni d'Acri e, nel 1191, combatté nella Battaglia di Arsuf.
Fra il 1193 e il 1204 Roberto combatté in Normandia contro gli uomini di Riccardo I d'Inghilterra e nel tardo 1193 venne imprigionato lasciando al re inglese la possibilità di porre sotto assedio i suoi castelli.
Liberato prese parte alla Crociata albigese nel 1210 e quattro anni dopo combatté al fianco di Filippo II di Francia, di cui era cugino, nella Battaglia di Bouvines.
Roberto morì il 28 dicembre 1218 e venne sepolto nell'abbazia sita a Braine.
La sua epigrafe, scritta in Latino medievale e in esametri recita:
Stirpe satus rēgum, pius et custōdia lēgum, Brannę Rōbertus comes hīc requiescit opertus, Et jacet Agnētis situs ad vestīgia mātris.
La traduzione suona così: "Nato da stirpe di re e custode delle leggi qui giace Robert, Conte di Braine, sepolto dai resti della madre Agnes.".
La tomba porta quale data di morte l'Anno Gracię M. CC. XVIII. die innocentum quindi il dicembre del 1218 nel giorno in cui si ricorda la Strage degli innocenti.

## Matrimoni e figli

Nel 1178 Roberto si sposò con Mahaut di Borgogna (1158-1192) e il matrimonio terminò con una separazione avvenuta nel 1181 e dalla loro unione non nacquero figli. Il motivo addotto per l'annullamento era la consanguineità, entrambi erano infatti bis-nipoti di Guglielmo I di Borgogna e di sua moglie Etienette ed entrambi discendevano dai Capetingi nella persona di Roberto II di Francia.
In seconde nozze quindi Roberto si risposò con Yolande de Coucy (1164-1222) da cui ebbe diversi figli:
- Roberto III, conte di Dreux (1185-1234)
- Pietro I di Bretagna
- Henri de Dreux (1193circa-1240), arcivescovo di Reims
- Jehan de Braine (1198 circa-1239)
- Alix de Dreux

## Ascendenza
|                         |                    |                                           | Genitori                |  |  | Nonni |  |  | Bisnonni             |  |  | Trisnonni           |  |
|                         |                    |                                           |                         |  |  |       |  |  | Filippo I di Francia |  |  | Enrico I di Francia |  |
|                         |                    |                                           |                         |  |  |       |  |  | Filippo I di Francia |  |  | Enrico I di Francia |  |
|                         |                    | Anna di Kiev                              |                         |  |  |       |  |  | Filippo I di Francia |  |  |                     |  |
| Luigi VI di Francia     |                    |                                           |                         |  |  |       |  |  | Filippo I di Francia |  |  |                     |  |
|                         |                    | Berta d'Olanda                            | Fiorenzo I d'Olanda     |  |  |       |  |  |                      |  |  |                     |  |
|                         |                    | Berta d'Olanda                            | Fiorenzo I d'Olanda     |  |  |       |  |  |                      |  |  |                     |  |
|                         |                    | Berta d'Olanda                            | Gertrude di Sassonia    |  |  |       |  |  |                      |  |  |                     |  |
| Roberto I di Dreux      |                    | Berta d'Olanda                            |                         |  |  |       |  |  |                      |  |  |                     |  |
|                         |                    | Umberto II conte di Savoia                | Amedeo II di Savoia     |  |  |       |  |  |                      |  |  |                     |  |
|                         |                    | Umberto II conte di Savoia                | Amedeo II di Savoia     |  |  |       |  |  |                      |  |  |                     |  |
|                         |                    | Umberto II conte di Savoia                | Giovanna di Ginevra     |  |  |       |  |  |                      |  |  |                     |  |
| Adelaide di Savoia      |                    | Umberto II conte di Savoia                |                         |  |  |       |  |  |                      |  |  |                     |  |
|                         |                    | Gisella di Borgogna                       | Guglielmo I di Borgogna |  |  |       |  |  |                      |  |  |                     |  |
|                         |                    | Gisella di Borgogna                       | Guglielmo I di Borgogna |  |  |       |  |  |                      |  |  |                     |  |
|                         |                    | Gisella di Borgogna                       | Stefania di Borgogna    |  |  |       |  |  |                      |  |  |                     |  |
| Roberto II di Dreux     |                    | Gisella di Borgogna                       |                         |  |  |       |  |  |                      |  |  |                     |  |
|                         | André de Baudement | Hildouin de Roucy IV, Conte di Montdidier |                         |  |  |       |  |  |                      |  |  |                     |  |
|                         | André de Baudement | Hildouin de Roucy IV, Conte di Montdidier |                         |  |  |       |  |  |                      |  |  |                     |  |
|                         | André de Baudement | Adelaide Alice de Roucy                   |                         |  |  |       |  |  |                      |  |  |                     |  |
| Guy de Baudement        | André de Baudement |                                           |                         |  |  |       |  |  |                      |  |  |                     |  |
|                         |                    | Agnes de Braine                           | Hugues de Braine        |  |  |       |  |  |                      |  |  |                     |  |
|                         |                    | Agnes de Braine                           | Hugues de Braine        |  |  |       |  |  |                      |  |  |                     |  |
|                         |                    | Agnes de Braine                           | Ada de Soisson          |  |  |       |  |  |                      |  |  |                     |  |
| Agnès de Baudement      |                    | Agnes de Braine                           |                         |  |  |       |  |  |                      |  |  |                     |  |
|                         |                    | …                                         | …                       |  |  |       |  |  |                      |  |  |                     |  |
|                         |                    | …                                         | …                       |  |  |       |  |  |                      |  |  |                     |  |
|                         |                    | …                                         | …                       |  |  |       |  |  |                      |  |  |                     |  |
| Alix, Signora di Braine |                    | …                                         |                         |  |  |       |  |  |                      |  |  |                     |  |
|                         |                    | …                                         | …                       |  |  |       |  |  |                      |  |  |                     |  |
|                         |                    | …                                         | …                       |  |  |       |  |  |                      |  |  |                     |  |
|                         |                    | …                                         | …                       |  |  |       |  |  |                      |  |  |                     |  |
|                         |                    | …                                         |                         |  |  |       |  |  |                      |  |  |                     |  |